# Trimercapto-s-triazin-Trinatriumsalz
Trimercapto-s-triazin-trinatriumsalz ist das Trinatriumsalz der Trithiocyanursäure und somit eine chemische Verbindung aus der Gruppe der Triazine.

## Gewinnung und Darstellung
Das Trimercapto-s-triazin-trinatriumsalz kann durch Reaktion von Cyanurchlorid mit Natriumsulfid bei Temperaturen von 20 bis 70 °C im basischen Bereich gewonnen werden.

## Verwendung
Trimercapto-s-triazin-trinatriumsalz wird zur Fällung von komplexbildenden, ein- und zweiwertigen Schwermetallen, wie z. B. Silber, Cadmium, Kupfer, Quecksilber, Nickel und Blei aus Abwässern eingesetzt. Insbesondere zur Quecksilberfällung in Kohlekraftwerken hat sich die Nutzung der Verbindung verstärkt.